# Dothidella ulmi
Dothidella ulmi är en svampart som först beskrevs av C.-J. Duval, och fick sitt nu gällande namn av Georg Winter 1886. Dothidella ulmi ingår i släktet Dothidella och familjen Polystomellaceae.   Inga underarter finns listade i Catalogue of Life.